# Celine Goričke
Celine Goričke – wieś w Chorwacji, w żupanii zagrzebskiej, w gminie Marija Gorica. W 2011 roku liczyła 118 mieszkańców.